# UTC+0
UTC je osnova za svetsko civilno vreme. UTC+0 je osnovna vremenska zona. Prethodnik vremena UTC je srednje griničko vreme, tj. GMT. 
UTC vreme u Evropi se naziva Zapadnoevropsko vreme (WET).

## Kao standardno vreme (cele godine)
Navedene su države koje koriste UTC kao standardnu vremensku zonu, a ne koriste letnje računanje vremena:

### Zapadna Afrika
- Burkina Faso
- Obala Slonovače
- Gambija
- Gana
- Gvineja
- Gvineja Bisao
- Liberija
- Mali
- Mauritanija
- Sao Tome i Principe
- Senegal
- Sijera Leone
- Togo
- Zapadna Sahara

### Okeanska ostrva (Atlantik i Severni ledeni okean)
- Island

Zavisne teritorije:
- Ostrvo Buve (Norveška)
- Grenland (Danska)
  - severoistočni deo ostrva, tj. Danmarkšavn i okolno područje
- Asension (Velika Britanija)
- Sveta Jelena (Velika Britanija)
- Tristan da Kunja (ostrvo) (Velika Britanija)

## Kao standardno vreme samo zimi (severna hemisfera)
- Irska
- Portugal (bez Azorskih ostrva)
- Velika Britanija

Zavisne teritorije:
- Kanarska ostrva (Španija)
- Ostrvo Man (Velika Britanija)
- Džersi (Velika Britanija)
- Gernzi (Velika Britanija)
- Farska Ostrva (Danska)

## Kao letnje ukazno vreme (severna hemisfera)
Zavisne teritorije:
- Azorska Ostrva (Portugal)
- Grenland (Danska)
  - istočni deo ostrva, tj. Itokortormit i obližnja područja (koristi evrospka pravila za letnje vreme)